# 부싯돌

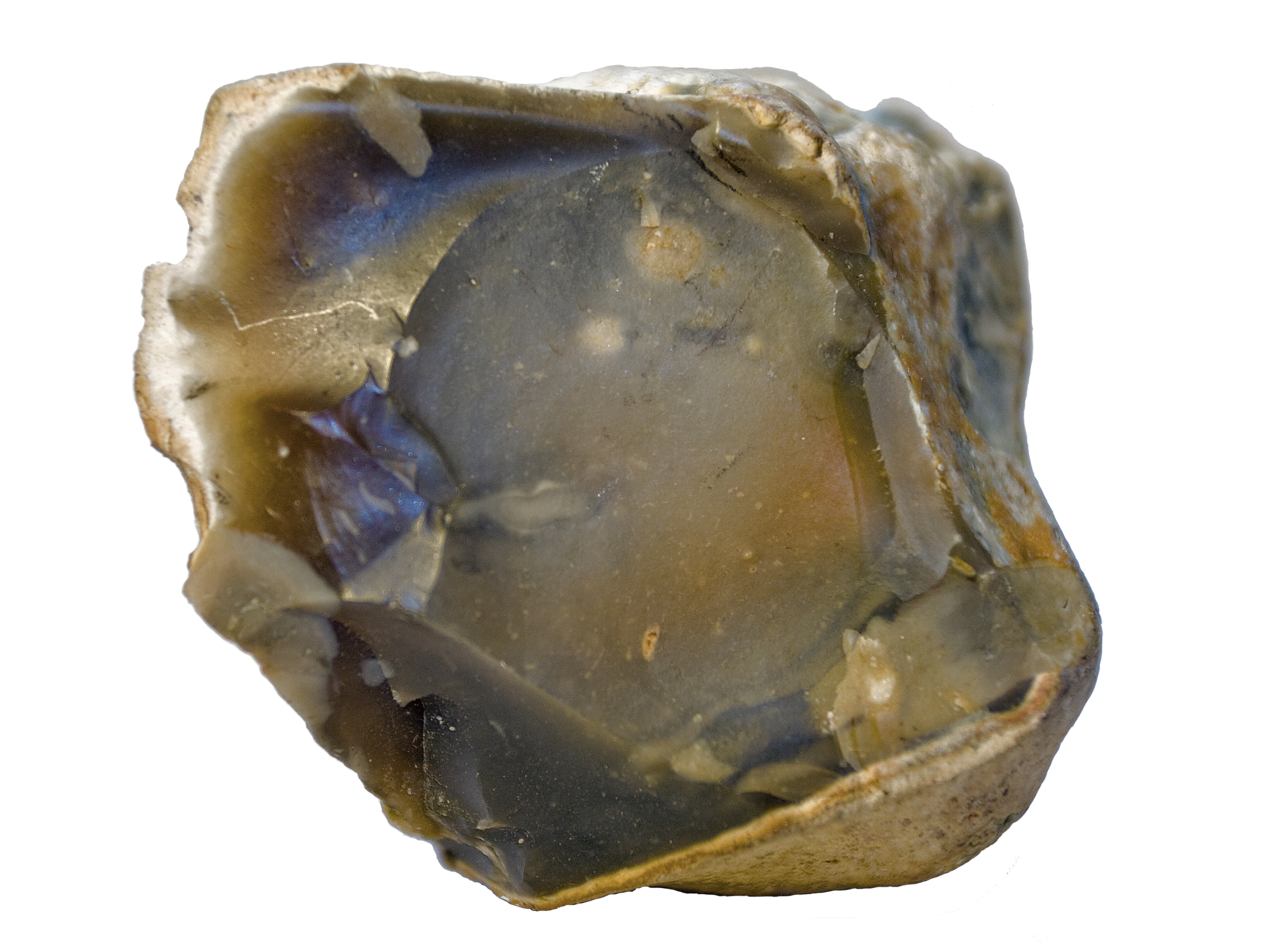
부싯돌

부싯돌(flint), 수석(燧石)은 단단한 규질의 미정질 퇴적암으로 석영의 하나다. 부시로 쳐서 불을 일으키는 데 쓴다.
표면에서는 지방광택을 관찰할 수 있다. 플린트는 어두운 회색, 파란색, 검은색, 갈색 등을 나타내며, 보통 석회암이나 백운암 안에서 노듈모양이나 괴상으로 나타난다. 플린트는 처트와 마찬가지로 물에 녹아있는 이산화규소 성분이 침전되거나, 해면의 스피큘조직이나 규질 플랑크톤(다이아툼)의 사체가 암석화되어 생긴다.
플린트는 석기시대부터 석기를 만드는 데에 일반적으로 사용되어 선사시대에는 칼·창·화살촉 등을 만들었다. 플린트는 힘을 받아 깨어질 때 얇고 날카로운 조각으로 깨지기 때문이다. 금속과 부딪히면 불꽃이 생긴다는 사실을 발견한 뒤에는 금속기 시대가 된 이후에도 18세기까지 플린트는 불을 얻는 데 필수적인 자원으로 사용되어왔다. 또한 13세기부터는 특히 영국에서 돌벽을 쌓는 데도 광범위하게 이용되어 오고 있다.
유럽에서는 도구를 만드는 데 가장 좋은 품질의 플린트가 벨기에, 영국 해협의 해안, 파리 분지, 발틱해 뤼겐섬의 센노니안 퇴적물, 폴란드 크라쿠프 지방의 쥐라기 퇴적층에서 생산되었다.

## 같이 보기
- 퇴적암
- 화석
- 수발총